# جان تشارتير
جان تشارتير (بالفرنسية: Jean Chartier)‏ هو رسام فرنسي، ولد في 1500، وتوفي في 1580.